# Eutropiichthys burmannicus
Eutropiichthys burmannicus és una espècie de peix pertanyent a la família dels esquilbèids.
És un peix d'aigua dolça, demersal i de clima tropical.
Es troba a Àsia: conques dels rius Irauadi, Salween i d'altres.
És inofensiu per als humans.